# Sumitomo Life Insurance
Sumitomo Life Insurance (яп. 住友生命保険相互会社)— одна из крупнейших страховых компаний Японии, специализирующаяся на страховании жизни. Штаб-квартира располагается в Осаке. Входит в кэйрэцу Sumitomo. Компания заняла 367-е место в Fortune Global 500 (2021 год). Обслуживает14 млн клиентов.

## История
Компания основана в мае 1907 года под названием Hinode Life Insurance. В 1925 году компания вошла в состав дзайбацу Сумитомо, и в 1926 году название было изменено на Sumitomo Life Insurance. После поражения Японии во Второй мировой войне крупнейшие дзайбацу страны были раздроблены, в 1948 году название компании было изменено на Kokumin Life Insurance, но уже через четыре года было возвращено прежнее. В 1972 году было открыто представительство в Нью-Йорке, а в 1986 году создана дочерняя компания в США. Значительную часть активов в 1980-е и 1990-е годы компания инвестировала в недвижимость как в Японии, так и за рубежом, и по ней сильно ударил обвал на рынке недвижимости в Японии в середине 1990-х, в 1996 году Sumitomo Life Insurance списала рекордную на то время (для страховой компании) сумму активов на 4,58 млрд долларов.
В 2016 году была куплена работающая в США страховая группа Symetra Financial Corporation.

## Деятельность
По данным за финансовый год, закончившийся 31 марта 2021 года из 3,52 трлн иен выручки на страховые премии пришлось 2,42 трлн, инвестиционный доход составил 982 млрд. Страховые выплаты составили 1,87 трлн иен. Из активов 41,1 трлн иен 34,3 трлн пришлось на инвестиции в ценные бумаги (из них 40 % японские облигации, 28 % зарубежные облигации).
Компания является одним из крупнейших страховщиков Японии и действует через 80 филиалов и более 2000 отделений. Также компания сотрудничает с Japan Post Group в распространении продуктов страхования жизни.

## Деятельность за пределами Японии
В 2005 году Sumitomo Life Insurance совместно с People’s Insurance Company of China создала совместное предприятие PICC Life Insurance Company для ведения деятельности в Китае; в этой компании Sumitomo Life Insurance принадлежит 10 % акций.
С 2013 года компания владеет 18 % акций Baoviet Holdings, крупнейшей страховой и финансовой группы Вьетнама. В 2014 году был куплен 40-процентный пакет акций PT BNI Life Insurance, страховой дочерней компании индонезийского банка PT Bank Negara Indonesia (Persero). В Сингапуре компании принадлежит 20,75 % акций Aviva Singlife Holdings.
Компания вышла на вьетнамский рынок путём сотрудничества с Vietnam Bank for Agriculture and Rural Development. Также компания представлена в Великобритании и США.